# Gears of War 2
Gears of war 2 és un videojoc d'acció/aventura exclusiu per a la consola Xbox 360, creat per l'empresa de videojocs Epic Games. El videojoc va sortir el dia 7 de novembre de 2008 i utilitza el motor gràfic Unreal Engine el mateix motor utilitzat pel videojoc Mass Effect 2.